# 波特蘭美術館
波特蘭美術館（英語：Portland Art Museum）是位於美國俄勒岡州波特蘭的一座美術館，成立於1892年，是美國歷史第7長的美術館，西海岸歷史最久的美術館。波特蘭美術館也是美國規模第25大的美術館。